# Décès en 1422
Décès
- 1418
- 1419
- 1420
- 1421
- 1422
- 1423
- 1424
- 1425
- 1426

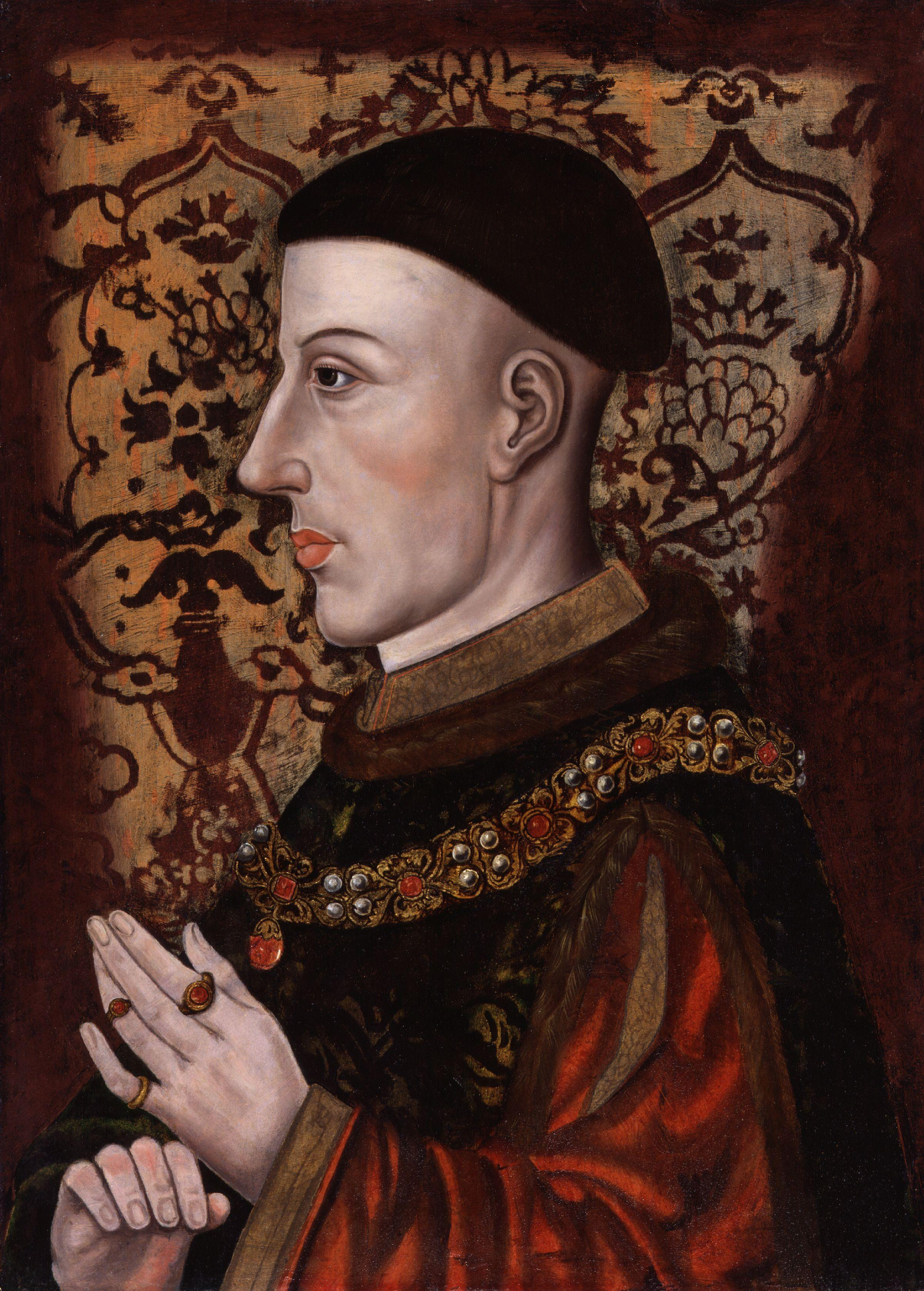
Henri V, mort en 1422.

Cette page dresse une liste de personnalités mortes au cours de l'année 1422 :
- 15 janvier : Charlotte de Bourbon, reine de Chypre.
- 9 mars : Jan Želivský, prêtre hussite, décapité à Prague.
- 13 mars : Henri de Savoisy, archevêque de Sens.
- 10 mai : Taejong, 3e roi de Joseon.
- août : Jean Chrysoloras, savant et diplomate byzantin.
- 20 août : Guy de Chauvigny, seigneur de Châteauroux[1].
- 22 août : Pedro da Fonseca, cardinal portugais.
- 30 août : Alphonse II de Gandie, ou Alphonse d'Aragon et d'Eiximenis, comte de Denia, marquis de Villena, duc de Gandie.
- 31 août : Henri V, duc de Cornouailles, de Lancastre et roi d'Angleterre.
- 7 septembre : Alamanno Adimari, pseudo-cardinal italien.
- 16 septembre : Constantin II de Bulgarie, prince de Bulgarie et tsar associé de Vidin.
- 8 octobre : Marie de Bourgogne, comtesse puis duchesse de Savoie.
- 16 octobre : Jean IV de Mecklembourg, co-duc de Mecklembourg-Schwerin.
- 21 octobre : Charles VI, dit le Bien-Aimé, le Fou, le Fol, roi de France.
- novembre : Nicolas Graibert, évêque de Soissons.
- 1er novembre : Gisudiraz (en), poète soufi indien[2].
- 19 novembre : Louis d'Harcourt, archevêque de Rouen.

- Mustafa Çelebi, aussi appelé Düzmece Mustafa, prince ottoman.
- Suleyman Çelebi (de Bursa), imam du palais impérial et de la mosquée de Bursa.
- Louis Ier Chabot, seigneur de La Grève, du petit château de Vouvent et de Chantemerle.
- Louis II de Chalon-Tonnerre, comte de Tonnerre.
- Jacques de Montberon, seigneur de Montbron en Angoumois, maréchal de France, sénéchal d'Angoulême, premier chambellan du duc de Berry, baron de Maulévrier et d'Avoir.
- Albert III de Saxe-Wittemberg, prince-électeur et Duc de Saxe.
- Michelle de Valois, duchesse de Bourgogne.
- Taddeo di Bartolo, peintre italien.
- Matthieu du Kosker, ou Rocdère, évêque de Tréguier.
- Minkhaung I, quatrième souverain du royaume d'Ava, en Haute-Birmanie.
- Razadarit, neuvième souverain du royaume d'Hanthawaddy.
- Conrad von Soest, peintre de l'école de Westphalie (° vers 1340).
- Thomas Walsingham, chroniqueur anglais.

date incertaine (vers 1422)
- Jean III, évêque de Séez.

## Crédit d'auteurs
- Cet article est partiellement ou en totalité issu de l'article intitulé « 1422 » (voir la liste des auteurs).